# WWE Championship
WWE Championship (em português: Campeonato da WWE), também referido como Undisputed WWE Championship (em português: Campeonato Indiscutível da WWE) desde abril de 2024, é um campeonato mundial de pesos pesados criado e promovido pela promoção americana de luta profissional WWE, defendido na divisão da marca SmackDown. É um dos dois títulos mundiais atualmente no plantel principal da WWE, ao lado do Campeonato Mundial dos Pesos-Pesados no Raw. O atual campeão é Cody Rhodes, que está em seu segundo reinado. Ele conquistou o titulo ao derrotar o campeão anterior, John Cena, em uma Street Fight na Noite 2 do SummerSlam, em 3 de agosto de 2025.
O campeonato foi estabelecido pela então World Wide Wrestling Federation (WWWF) em 25 de abril de 1963, como Campeonato Mundial dos Pesos Pesados da WWWF, depois que a promoção se separar da National Wrestling Alliance (NWA). O campeão inaugural foi Buddy Rogers. Desde a sua criação, o título passou por muitas mudanças de nome devido a mudanças no nome da empresa e unificações de títulos. É o campeonato mais antigo atualmente ativo na WWE e é apresentado como sendo o título de maior prestígio da promoção, com muitas lutas pelo título tendo como atração principal eventos pay-per-view e transmissão ao vivo - incluindo o principal evento da WWE, a WrestleMania. Na luta profissional em geral, é considerado um dos campeonatos de maior prestígio de todos os tempos.
Desde a sua criação até 2001, foi promovido como o único campeonato primário da WWE. Um título mundial adicional, o Campeonato da WCW, foi adicionado após a compra da World Championship Wrestling pela então World Wrestling Federation no início de 2001. Os títulos foram posteriormente unificados como o Campeonato Indiscutível. Após a primeira divisão da marca em 2002 e a promoção ser renomeada para WWE, o campeonato tornou-se exclusivo do SmackDown, e o Campeonato Mundial dos Pesos Pesados (versão 2002–2013) foi criado para o Raw. A ECW tornou-se uma terceira marca em 2006, adicionando o Campeonato da ECW. Esse título foi desativado em 2010, e o Campeonato Mundial dos Pesos Pesados foi unificado no Campeonato da WWE em 2013. O campeonato foi novamente o único título mundial da WWE até a introdução do Campeonato Universal da WWE com a divisão de marcas de 2016 e, depois, um novo Campeonato Mundial dos Pesos Pesados em 2023; de abril de 2022 até abril de 2024, os títulos WWE e Universal foram mantidos juntos como o Campeonato Universal Indiscutível da WWE, mantendo suas linhagens individuais até que o título Universal foi desativado em abril de 2024, com o título da WWE sendo posteriormente referido como o Campeonato Indiscutível da WWE. Durante ambas as divisões de marcas, o Campeonato da WWE foi transferido entre as marcas, geralmente como resultado do WWE Draft; o draft de 2023 o levou de volta para o SmackDown.

## História

### Origem

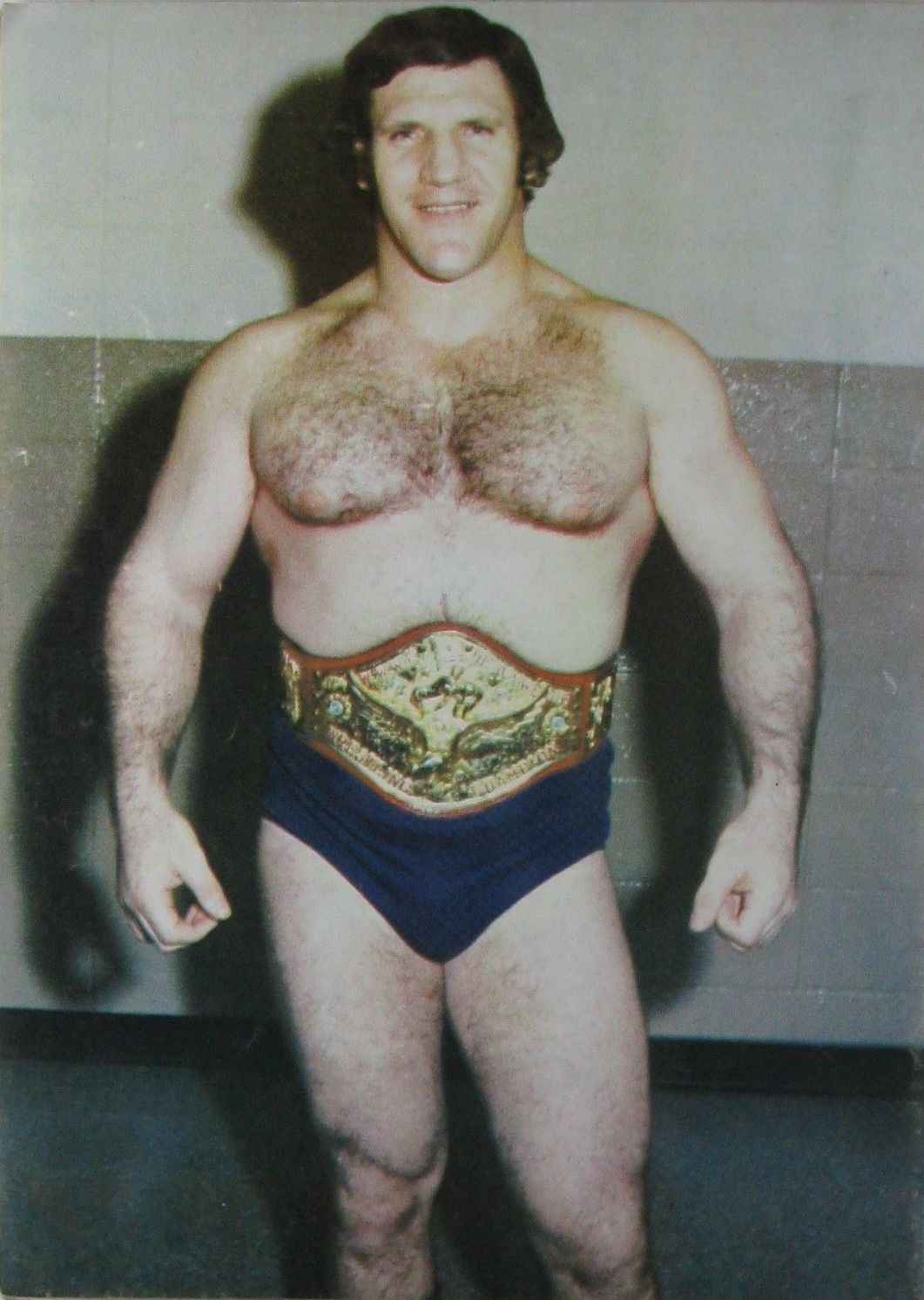
Duas vezes Bruno Sammartino. Seu primeiro reinado é o mais longo em mais de sete anos (2.803 dias) e ele tem o reinado combinado mais longo (4.040 dias); ele é retratado aqui em seu segundo reinado (design do cinturão de 1973-1982), quando o título era conhecido como Campeonato dos Pesos Pesados da WWWF.

O título foi introduzido em 1963 com Buddy Rogers se tornando o primeiro campeão. No entanto, sua origem é atribuída a eventos que começaram na National Wrestling Alliance (NWA), que teve várias promoções de membros territoriais. Na década de 1950, a Capitol Wrestling Corporation (CWC) era membro da NWA e, em 1963, seus executivos detinham o controle das operações da NWA. Durante este tempo, Buddy Rogers manteve o Campeonato Mundial dos Pesos Pesados da NWA até 24 de janeiro, quando Lou Thesz derrotou Rogers pelo título. Alegando que o título só poderia ser disputado em uma tradicional luta de duas quedas, a promoção disputou a mudança de título e, assim, se separou da NWA e se tornou a World Wide Wrestling Federation (WWWF). O Campeonato Mundial dos Pesos Pesados da WWWF foi então estabelecido e concedido a Buddy Rogers com a explicação de que ele ganhou um torneio fictício no Rio de Janeiro, supostamente derrotando Antonino Rocca nas finais. Depois de vários anos, a WWWF tornou-se afiliada à NWA mais uma vez, e "World" foi retirado do nome do campeonato. Em 1979, a WWWF foi renomeada para World Wrestling Federation (WWF) e, depois de encerrar conclusivamente sua afiliação com a NWA em 1983, o campeonato ficou conhecido como Campeonato Mundial dos Pesos Pesados da WWF. Embora o nome completo aparecesse nos cinturões do campeonato até 1998, o nome era frequentemente abreviado para Campeonato da WWF, que se tornou seu nome oficial em 1998.

### Monday Night Wars e unificação do título

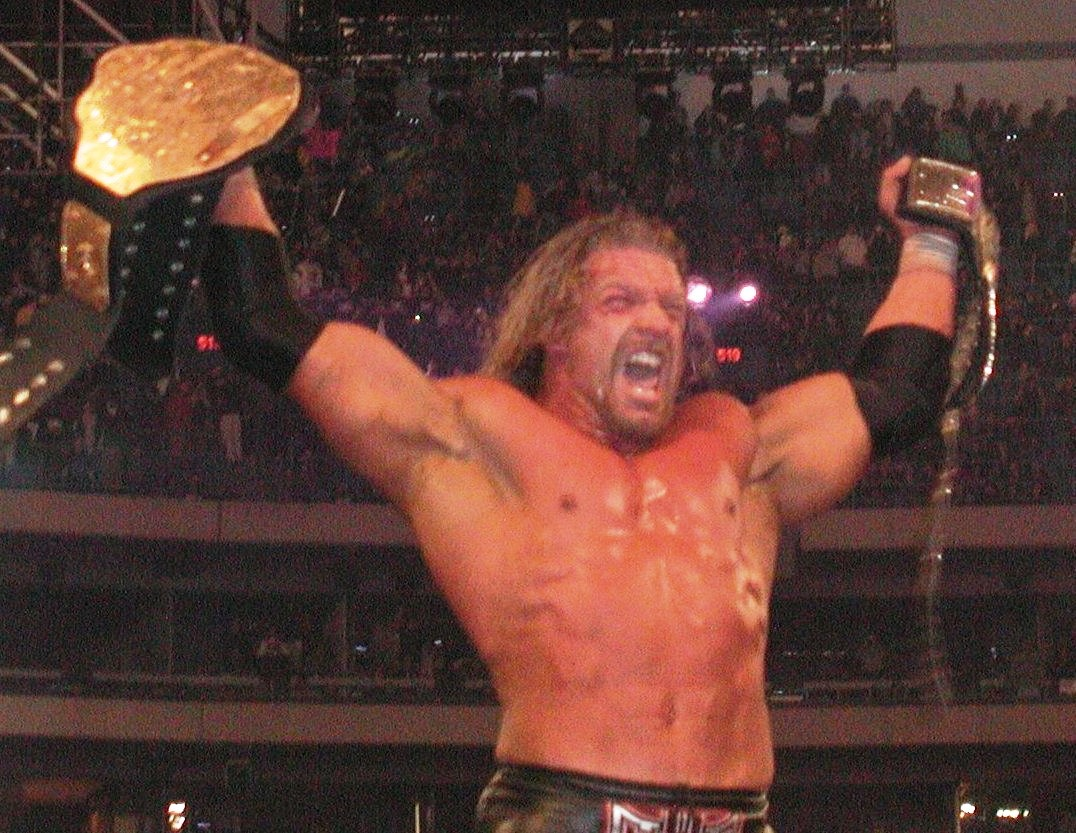
Triple H logo depois de vencer o Campeonato Indiscutível na WrestleMania X8.

Em 1991, a World Championship Wrestling (WCW), membro da NWA, estabeleceu o Campeonato Mundial dos Pesos Pesados da WCW para substituir o título mundial da NWA. Em 1993, a WCW se separou da NWA e cresceu para se tornar uma promoção rival da WWF. Ambas as organizações ganharam destaque no mainstream e acabaram se envolvendo em uma guerra de audiência de televisão, apelidada de Monday Night Wars. Perto do fim deste período, a WCW começou um declínio financeiro, que culminou na compra da WCW pela WWF em março de 2001. Como resultado da compra, a WWF adquiriu, entre outros ativos, os campeonatos da WCW. Assim, havia dois títulos mundiais na WWF: o original Campeonato da WWF e o Campeonato da WCW, que acabou sendo renomeado como "Campeonato Mundial".
Em dezembro de 2001, os dois campeonatos foram unificados no Vengeance. No evento, Stone Cold Steve Austin derrotou Kurt Angle para manter o Campeonato da WWF, enquanto Chris Jericho derrotou The Rock pelo Campeonato Mundial. Depois disso, Jericho derrotou Austin, unificando o WWF e o Campeonato Mundial, e se tornando o primeiro Campeão Indiscutível da WWF; o Campeonato Indiscutível manteve a linhagem do Campeonato da WWF e o Campeonato Mundial foi aposentado. Posteriormente, o Big Eagle Belt (anteriormente representando o Campeonato da WWF) e o Big Gold Belt (anteriormente representando o Campeonato Mundial) foram usados em conjunto para representar o Campeonato Indiscutível. Jericho manteve o campeonato por quatro meses até que ele perdeu na WrestleMania X8 contra Triple H, que logo depois foi presenteado com um único cinturão.

### Disputas do campeonato

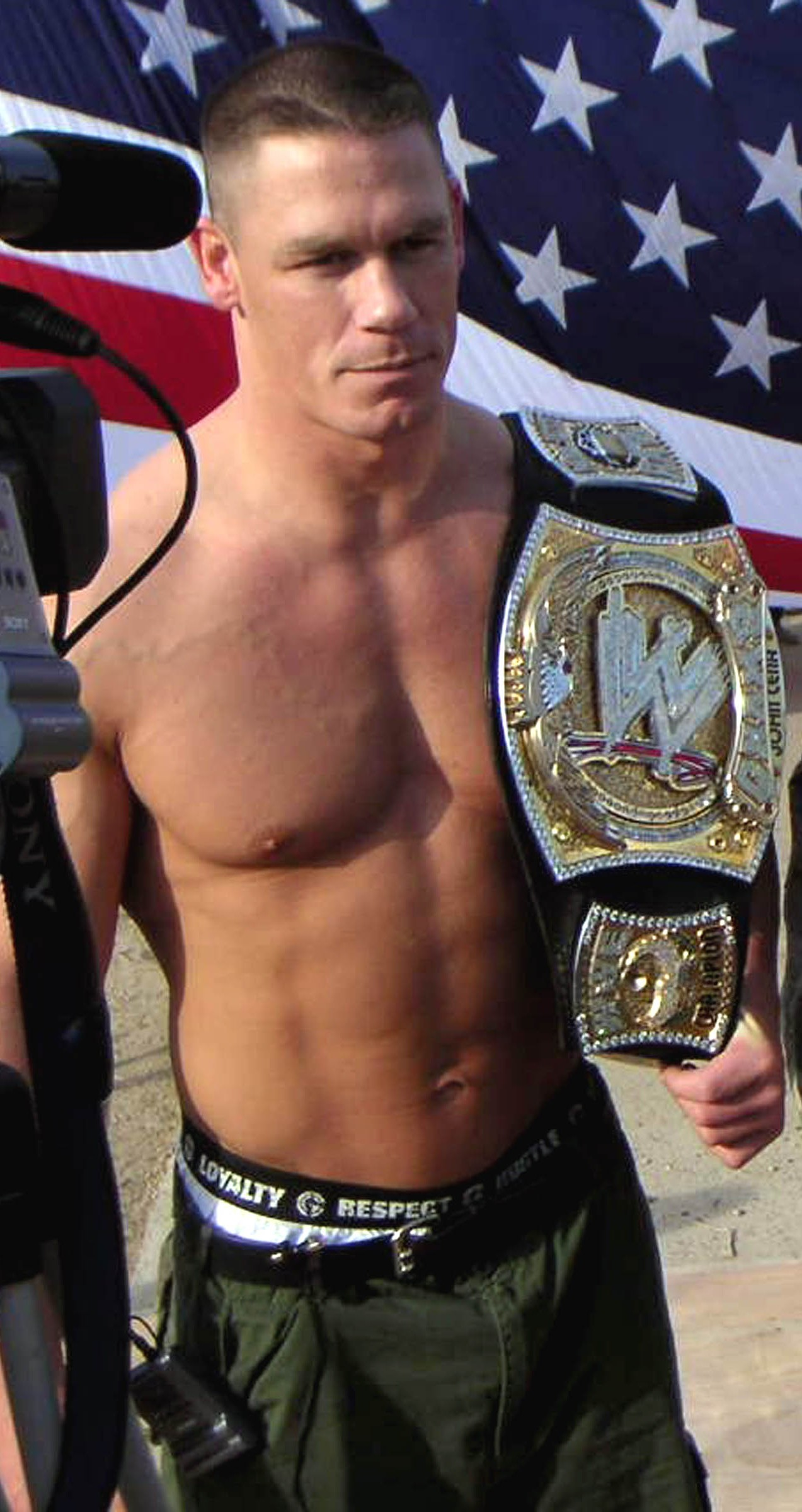
John Cena, recordista com 14 vezes como campeão - mostrado com o "Spinner Belt", que foi usado para representar o título de 2005 a 2013.

O Campeonato Indiscutível continuou até o início da primeira divisão da marca, que viu os lutadores serem convocados para os principais programas de televisão da empresa, Raw e SmackDown, com cada show tendo seu próprio plantel e campeonatos. O detentor do Campeonato Indiscutível foi o único título masculino autorizado a aparecer em ambos os shows.
Em maio de 2002, a WWF foi renomeada para World Wrestling Entertainment (WWE) e os campeonatos foram renomeados de acordo. No início, o campeonato permaneceu não afiliado a nenhuma das marcas, pois os lutadores de ambas as marcas poderiam desafiar o campeão. Após a nomeação de Eric Bischoff e Stephanie McMahon como Gerentes Gerais do Raw e SmackDown, respectivamente, Stephanie McMahon convenceu o então Campeão Indiscutível Brock Lesnar a se tornar exclusivo da marca SmackDown, deixando a marca Raw sem título mundial. Em resposta, em 2 de setembro, Bischoff contestou o status de Lesnar como campeão, afirmando que Lesnar estava se recusando a defender seu título contra o desafiante nº 1 designado, Triple H, e concedeu a este último o recém-criado Campeonato Mundial dos Pesos Pesados. Imediatamente depois, o título de Lesnar perdeu o epíteto "Indiscutível" e ficou conhecido como Campeonato da WWE.
Ao longo da primeira divisão da marca, o Campeonato da WWE foi usado como o título mundial da marca SmackDown duas vezes e da marca Raw três vezes. Em todos os casos, exceto em dois, o Campeonato da WWE trocou de marca como resultado do draft anual. Em junho de 2006, a WWE estabeleceu a ECW como uma terceira marca, na qual ex-estrelas da Extreme Championship Wrestling e novos talentos competiram. Quando Rob Van Dam da ECW ganhou o Campeonato da WWE no ECW One Night Stand em 11 de junho de 2006, o título se tornou brevemente um título mundial da marca ECW; o Campeonato Mundial dos Pesos Pesados da ECW foi posteriormente reativado para a marca ECW após a vitória do título de Van Dam. Van Dam manteve os dois títulos até perder o Campeonato da WWE para Edge no mês seguinte. A marca ECW foi dissolvida em 2010, posteriormente desativando o Campeonato da ECW. Em abril de 2011, a WWE deixou de usar seu nome completo com a abreviação "WWE" tornando-se um inicialismo órfão, e a primeira divisão da marca terminou em agosto.
Pouco antes do final da primeira divisão da marca, um enredo viu CM Punk prometendo deixar a empresa com o Campeonato da WWE quando seu contrato expirou em 17 de julho de 2011, a data do pay-per-view Money in the Bank de 2011. No evento, Punk conseguiu derrotar o atual campeão John Cena para ganhar o título e deixou a empresa com o cinturão de campeão físico. Posteriormente, o campeonato foi desocupado e Rey Mysterio venceu um torneio de oito homens ao derrotar The Miz nas finais para ser coroado o novo Campeão da WWE, apenas para perdê-lo mais tarde naquela noite para Cena, pelo nono reinado deste último. No entanto, após a vitória de Cena, Punk retornou à WWE com seu próprio cinturão de campeão, contestando a reivindicação do título de Cena. Os dois campeões da WWE lutaram entre si no SummerSlam; Punk derrotou Cena para solidificar sua reivindicação pelo título.

### Título reunificado e segunda divisão de marca

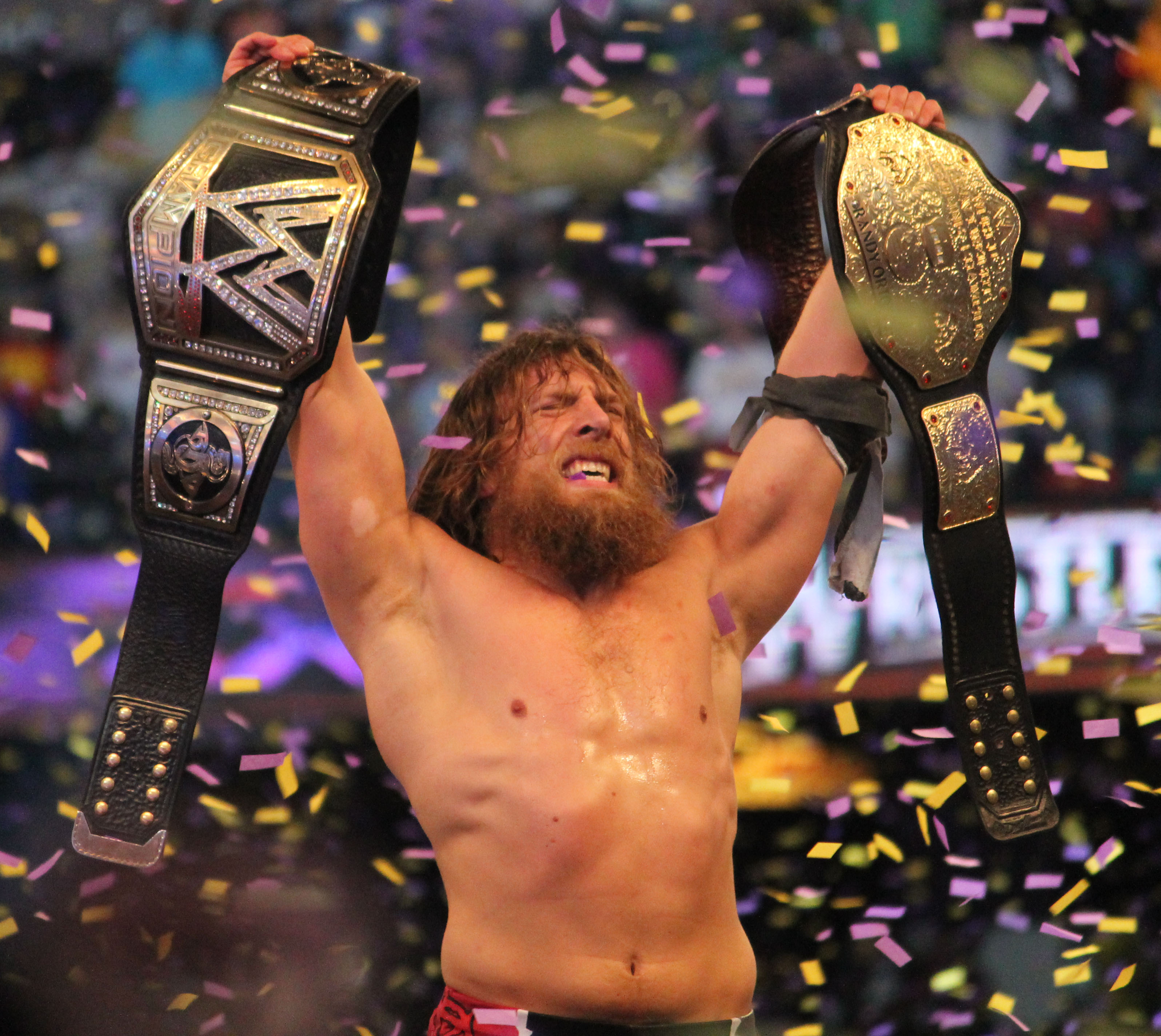
O quatro vezes campeão Daniel Bryan, mostrado com a versão 2013–2014 do cinturão do campeonato (na mão direita) e o Big Gold Belt, que foram usados em conjunto para representar o unificado Campeonato Mundial dos Pesos Pesados da WWE de dezembro de 2013 a agosto de 2014.

Após o fim da primeira divisão da marca em agosto de 2011, tanto o Campeão da WWE quanto o Campeão Mundial de Pesos Pesados poderiam aparecer no Raw e no SmackDown. Em novembro de 2013, na noite seguinte ao Survivor Series, o atual Campeão Mundial dos Pesos-Pesados John Cena fez um desafio ao atual Campeão da WWE Randy Orton para determinar o campeão mundial indiscutível da WWE. Orton derrotou Cena em uma luta TLC no TLC: Tables, Ladders & Chairs pay-per-view em 15 de dezembro de 2013, para unificar os títulos. Posteriormente, o campeonato unificado foi renomeado Campeonato Mundial dos Pesos Pesados da WWE e manteve a linhagem do Campeonato da WWE; o Campeonato Mundial dos Pesos Pesados foi aposentado. Orton e os campeões subsequentes mantiveram os dois cinturões do campeonato até que um único cinturão do campeonato foi dado ao atual campeão Brock Lesnar em agosto de 2014.
Depois que Dean Ambrose se tornou campeão em junho de 2016, o nome do título foi revertido para Campeonato da WWE. Com o retorno da extensão da marca no mês seguinte, Ambrose foi convocado para o SmackDown. Ambrose então manteve seu título no Battleground em 24 de julho contra os draftados do Raw Seth Rollins e Roman Reigns, tornando o título exclusivo do SmackDown. No episódio do Raw de 25 de julho, para resolver a falta de um título mundial para a marca, o Campeonato Universal da WWE foi criado; Finn Bálor se tornou o campeão inaugural no SummerSlam. Após a revelação do título Universal, o Campeonato da WWE foi renomeado como Campeonato Mundial da WWE, mas foi revertido para Campeonato da WWE em dezembro de 2016 durante o primeiro reinado de AJ Styles.
O título mudou de mãos pela primeira vez fora da América do Norte quando AJ Styles derrotou Jinder Mahal para ganhar seu segundo Campeonato da WWE em Manchester, Inglaterra, em 7 de novembro de 2017, no episódio do SmackDown. Esta também foi a primeira vez em quase 15 anos que o campeonato mudou de mãos em um episódio do SmackDown; a última vez foi em 2003, quando Brock Lesnar derrotou Kurt Angle pelo título.
No Crown Jewel em 31 de outubro de 2019, o lutador do SmackDown "The Fiend" Bray Wyatt venceu o Campeonato Universal, transferindo assim o título para o SmackDown. Também nesse evento, após o atual campeão da WWE Brock Lesnar ter derrotado Cain Velasquez para manter o título, ele foi atacado por Rey Mysterio do Raw, que Lesnar havia atacado algumas semanas antes. Na noite seguinte no Friday Night SmackDown, Lesnar saiu do SmackDown e foi para o Raw para continuar sua rivalidade com Mysterio, transferindo assim o Campeonato da WWE para o Raw.
Na Noite 2 da WrestleMania 38 em 3 de abril de 2022, o Campeão Universal do SmackDown, Roman Reigns, derrotou o atual Campeão da WWE Brock Lesnar em uma luta Winner Takes All para reivindicar os dois títulos e ser reconhecido como o Campeão Indiscutível Universal da WWE. A WWE havia anunciado a luta como uma luta de unificação do campeonato; no entanto, ambos os títulos permanecem ativos de forma independente com Reigns sendo um campeão duplo. Em 24 de abril de 2023, no episódio do Raw, o COO da WWE Triple H anunciou que, independentemente da marca para a qual Reigns foi selecionado no Draft de 2023, ele e seu campeonato indiscutível se tornariam exclusivos dessa marca. Triple H posteriormente revelou um novo Campeonato Mundial dos Pesos-Pesados para a marca adversária, que foi vencido por Seth "Freakin" Rollins no Night of Champions. Como Reigns foi selecianado para o SmackDown, o Campeonato Mundial dos Pesos-Pesados tornou-se exclusivo do Raw.
Em 2 de junho de 2023, no episódio do SmackDown, Triple H presenteou Reigns com um novo cinturão singular para representar o Campeonato Indiscutível Universal da WWE. Em meio à confusão das linhagens, o Fightful relatou que a WWE confirmou a eles que os dois campeonatos ainda são na verdade linhagens separadas, apesar de haver apenas um cinturão. Isso também foi representado no WWE.com, com Reigns e Cody Rhodes, que derrotou Reigns na WrestleMania XL, sendo mostrados como campeões de ambos os títulos individuais, em vez do Campeonato Indiscutível Universal da WWE combinado. No entanto, após Rhodes derrotar Reigns, o título passou a ser referido como o Campeonato Indiscutível da WWE. No ano seguinte, após John Cena derrotar Rhodes na WrestleMania 41, a linhagem do Campeonato Universal foi alterada, aposentando o título, com Reigns sendo reconhecido como seu último campeão. O Campeonato da WWE, no entanto, continua a ser referido como o Campeonato Indiscutível da WWE.

## Designação da marca
Com a primeira divisão da marca, um draft anual foi estabelecido em 2002. A cada ano (exceto 2003), os Gerentes Gerais participaram de um sorteio de draft no qual membros selecionados da lista da WWE foram atribuídos a uma marca. A ECW revivida tornou-se uma terceira marca de 2006 a 2010. Em 29 de agosto de 2011, a WWE encerrou a extensão da marca e os lutadores (incluindo todos os campeões), ficaram livres para aparecer em qualquer programa.
Em 19 de julho de 2016, o SmackDown mudou para as terças-feiras e se tornou um show ao vivo com seu próprio conjunto de lutadores e escritores, separado do Raw, reintroduzindo assim a divisão da marca. O draft aconteceu na estreia ao vivo do SmackDown. No episódio de 18 de julho do Raw, o comissário do SmackDown Shane McMahon nomeou Daniel Bryan o gerente geral do SmackDown e a comissária do Raw Stephanie McMahon nomeou Mick Foley o gerente geral do Raw.
Abaixo está uma lista de datas indicando as transições do Campeonato da WWE entre as marcas Raw, SmackDown e ECW.
| Data de transição      | Marca      | Notas |
| ---------------------- | ---------- | --- |
| 26 de agosto de 2002   | SmackDown! | O Campeão Indiscutível da WWE Brock Lesnar assinou com o SmackDown!, tornando o título exclusivo da marca. O título foi renomeado para Campeonato da WWE depois que o Campeonato Mundial dos Pesos Pesados foi estabelecido para o Raw. |
| 6 de junho de 2005     | Raw        | O Campeão da WWE John Cena foi convocado para o Raw durante o Draft Lottery de 2005. |
| 11 de junho de 2006    | ECW        | WWE revival da Extreme Championship Wrestling (ECW), com a ECW como uma terceira marca. Rob Van Dam foi escolhido pelo representante da ECW Paul Heyman para se mudar para a nova marca. No ECW One Night Stand, Van Dam descontou seu contrato do Money in the Bank e derrotou John Cena. O Campeonato Mundial dos Pesos Pesados da ECW foi reativado e concedido a Van Dam, que detinha os dois títulos. |
| 3 de julho de 2006     | Raw        | O Campeonato da WWE foi devolvido ao Raw depois que Edge derrotou Rob Van Dam e John Cena. |
| 23 de junho de 2008    | SmackDown  | O Campeão da WWE Triple H foi convocado para o SmackDown durante o WWE Draft de 2008 |
| 13 de abril de 2009    | Raw        | O Campeão da WWE Triple H foi convocado de volta ao Raw durante o WWE Draft de 2009. Tanto a marca ECW quanto o renomeado Campeonato da ECW foram desativados em 2010. |
| 29 de agosto de 2011   | N/A        | Fim da primeira divisão da marca. O Campeão da WWE pode aparecer em ambos Raw e SmackDown. O Campeonato da WWE e o Campeonato Mundial dos Pesos Pesados foram unificados em dezembro de 2013. O Campeonato Mundial dos Pesos Pesados foi aposentado como resultado, aparecendo apenas como cinturão até agosto de 2014.                                                                                    |
| 19 de julho de 2016    | SmackDown  | Reintrodução da divisão da marca. O Campeão da WWE Dean Ambrose foi convocado para o SmackDown durante o WWE Draft de 2016. O Campeonato Universal da WWE foi criado para o Raw. |
| 1º de novembro de 2019 | Raw        | O Campeão da WWE Brock Lesnar saiu do SmackDown e foi transferido para o Raw. |
| 13 de setembro de 2021 | SmackDown  | Big E ganhou o título como membro do SmackDown. |
| 22 de outubro de 2021  | Raw        | Big E foi transferido para o Raw como parte do Draft da WWE de 2021. Os resultados do draft entraram em vigor a partir do episódio de 22 de outubro do SmackDown, um dia após a Crown Jewel. |

## Design dos cinturões

### 1963–1982

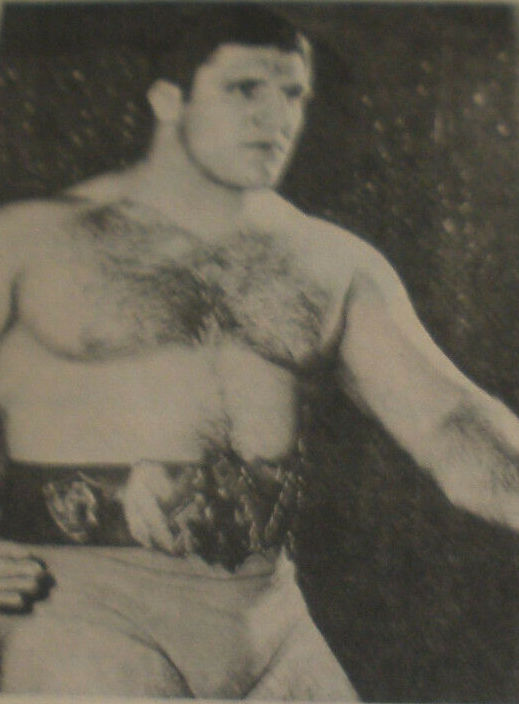
Bruno Sammartino com o cinturão original usado para representar o então Campeonato Mundial dos Pesos Pesados da WWWF.

Quando introduzido em 1963, o Campeonato Mundial dos Pesos Pesados da WWWF original era representado por um cinturão de campeão dos Estados Unidos que Buddy Rogers havia defendido algum tempo antes de se tornar o campeão mundial inaugural da WWWF. A placa central desse cinturão era um contorno dos Estados Unidos continentais e havia duas placas laterais em forma de escudo com garras nelas; as placas estavam em uma pulseira de couro vermelha. Na placa central, havia um círculo ladeado por grapplers, e o círculo foi projetado para conter uma fotografia do titular. Acima do círculo havia um escudo com uma águia no topo com estrelas em lados opostos do escudo. A legenda "Campeão do Mundo" foi adicionada abaixo do círculo. Este cinturão de título foi usado pelo campeão inaugural Buddy Rogers em 1963 e pelo segundo campeão Bruno Sammartino. Depois que Sammartino se tornou campeão, foi criado um novo cinturão em uma faixa azul. A peça central ampliada continha um globo coroado e dois grapplers, e dizia "WWWF World Champion"; as duas placas laterais comemoraram a conquista do título de Sammartino. Sammartino usou esta versão durante seu reinado de sete anos. Depois de derrotar Sammartino em janeiro de 1971, Ivan Koloff manteve esta versão por três semanas antes de perdê-la para Pedro Morales.

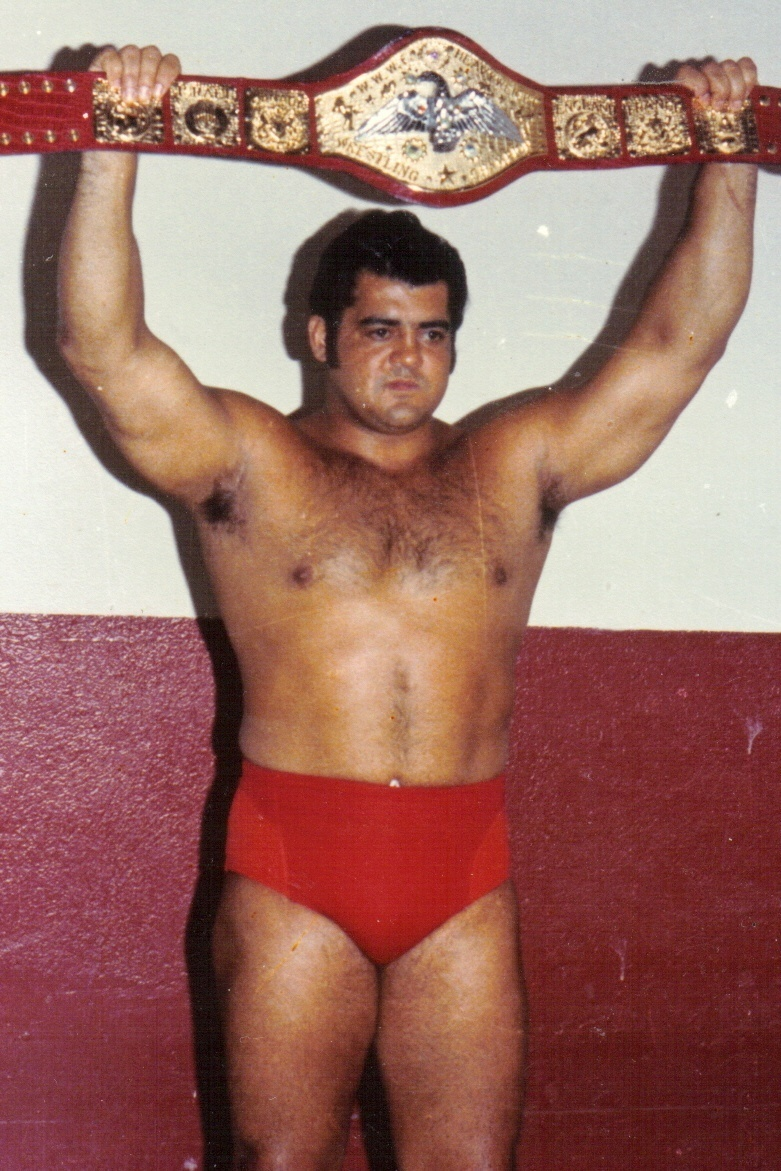
Pedro Morales com o design de 1972 do então Campeonato dos Pesos Pesados da WWWF.

Durante o reinado de Morales, o cinturão do campeonato foi atualizado várias vezes. Primeiro em 1971, este design estava em uma pulseira de cor índigo e continha três placas em forma de escudo. Abaixo da placa central, que dizia "Campeão Mundial dos Pesos Pesados" e tinha uma cruz no centro, uma placa horizontal separada dizia "WWWF". Este foi substituído por outro design em 1972. Esta versão, em uma pulseira vermelha, dizia "WWWF Heavyweight Wrestling Champion" nas bordas com uma águia no centro, enquanto seis placas laterais representavam vários países. 1973 viu a introdução de outro projeto similar; este estava em uma alça preta e continha dois grapplers acima de uma águia de design diferente. Esta versão foi posteriormente realizada por Stan Stasiak, Bruno Sammartino, Superstar Billy Graham – que usava uma variação de couro vermelho – e Bob Backlund. Durante o reinado deste último, o nome da promoção foi encurtado para World Wrestling Federation (WWF), mas o cinturão do campeonato físico ainda dizia "WWWF".

### 1982–2005

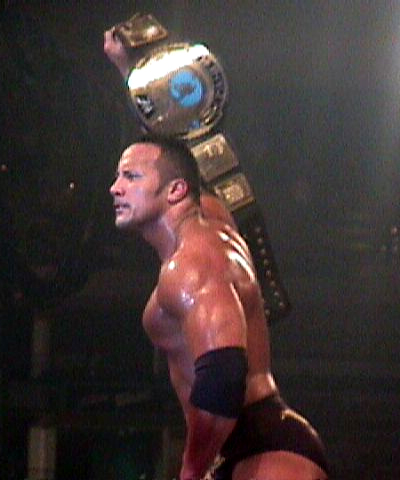
Oito vezes campeão The Rock com a versão "Big Eagle"/"Attitude Era" (1998–2002) do então Campeonato da WWF; este design foi usado em conjunto com o Big Gold Belt para representar o Campeonato Indiscutível de dezembro de 2001 a abril de 2002

Um novo design foi introduzido em janeiro de 1983, apelidado de "Big Green Belt" devido ao seu tamanho e à cor de sua pulseira. Incluiu oito (mais tarde dez) placas laterais dedicadas aos campeões anteriores. A placa central mostrava um lutador segurando um cinturão de campeão com um globo atrás dele. Este design, mantido por Bob Backlund, The Iron Sheik e Hulk Hogan, foi substituído primeiro pelo design "Hogan '84" durante a primavera de 1984, depois pelo design quase idêntico "Hogan '85", que apareceu pela primeira vez na WrestleMania 1. Ambos eram chamados de cintos "Hogan", pois eram usados apenas por Hulk Hogan. Ambos os cinturões de campeonato eram semelhantes em design ao Campeonato de Televisão da NWA na época. O cinto de 84 consistia em uma placa principal de ouro e prata duplamente folheada, bem como duas placas laterais de dupla camada em cada lado. A placa principal foi gravada com letras vermelhas. O cinto de 85 tinha uma placa principal prateada e preta com letras prateadas em relevo e as mesmas placas laterais do cinto de 84. Ambos os cintos incluíam tiras pretas. Ambas as placas centrais diziam "WWF" no topo, abaixo disso havia uma águia com dois banners abaixo dizendo "Campeão Mundial de Wrestling dos Pesos Pesados". A parte inferior dizia "World Wrestling Federation" e acima havia uma placa com o nome comemorando a vitória do título de Hogan, enquanto as placas laterais mostravam campeões anteriores. Em outubro de 1985, um novo cinto foi introduzido e foi novamente usado apenas por Hogan. Este cinto é erroneamente conhecido como o cinto "Hogan '86". A placa central apresentava um globo no centro, juntamente com colunas romanas e ramos de oliveira. Dizia "World Heavyweight Wrestling Champion" e incluía o famoso logotipo do bloco WWF no topo, enquanto quatro placas laterais tinham bandeiras (duas bandeiras por placa lateral) representando os Estados Unidos, Canadá, México, Japão, Reino Unido, Austrália, União Soviética e Itália.
Em 5 de fevereiro de 1988, pouco antes de terminar seu primeiro reinado no campeonato, Hogan introduziu outro novo design, o cinturão de campeonato "Winged Eagle", que se tornou o design principal para a próxima década com muitos lutadores segurando esta versão, e é considerado o mais popular projeto do campeonato. Seu apelido é derivado das asas da águia aparentemente saindo da placa central, que incluía o logotipo do WWF em bloco e dizia "World Heavyweight Wrestling Champion". O cinturão do campeonato também tinha quatro placas laterais idênticas. Além da usual pulseira de couro preto, The Ultimate Warrior usava variações brancas, azuis claras, amarelas e roxas. Sgt. Slaughter continuou a usar a pulseira roxa de Warrior. Em março de 1998, depois que Stone Cold Steve Austin se tornou campeão, ele foi presenteado com um novo design, muitas vezes apelidado de cinturão de campeonato "Big Eagle" ou "Attitude Era". A placa central era semelhante ao projeto anterior, mas ficou totalmente arredondada e as placas laterais foram atualizadas. Quando foi revelado, originalmente continha o logotipo do WWF em bloco e estava em uma pulseira azul, mas foi atualizado em novembro de 1998 para o logotipo do WWF e em uma pulseira preta. Além do logotipo, dizia "World Wrestling Federation Champion".
Depois que Chris Jericho unificou o WWF e o Campeonato Mundial para Campeonato Indiscutível da WWF, o cinturão do campeonato "Big Eagle" foi usado em conjunto com o "Big Gold Belt", o antigo cinturão do Campeonato da WCW, até que um único cinturão do Undisputed Championship foi apresentado ao campeão Triple H no Raw de 1 de abril de 2002. Este novo cinto foi desenhado pelo tatuador de Nova York Keith Ciaramello. Inspirando-se na WCW, este design incluiu uma placa de identificação e, como os dois designs anteriores, tinha uma águia no topo do globo. Originalmente tinha o logotipo do WWF e dizia "World Wrestling Federation Champion"; depois que a promoção foi renomeada para World Wrestling Entertainment (WWE) em maio de 2002, tanto o logo do zero quanto as palavras foram alterados de acordo. O título mais tarde se tornou o Campeonato da WWE em setembro de 2002, quando se tornou exclusivo do SmackDown!, enquanto o Big Gold Belt foi ressuscitado para representar o Campeonato Mundial dos Pesos Pesados para Raw.

### 2005–2014
Depois que John Cena ganhou o Campeonato da WWE em abril de 2005, ele introduziu seu próprio cinto personalizado, o "Spinner Belt", que tinha um estilo de ouro e diamante refletindo seu personagem de hip hop na época. Embora originalmente um cinturão personalizado para Cena, tornou-se o design principal do Campeonato da WWE de 12 de abril de 2005 a 18 de fevereiro de 2013. O logotipo da WWE, colocado entre uma águia no topo e a palavra "Champ" e uma placa de nome abaixo, poderia ser girado como rodas giratórias ou uma plataforma giratória de acordo com o tema hip-hop. As placas laterais internas diziam "WWE Champion", embora antes de 2008, uma placa lateral indicasse a marca para a qual o título foi designado. A função de fiação foi eliminada em anos posteriores e o logotipo definido em um local fixo, principalmente durante o primeiro reinado de The Miz (2010-2011), quando o logotipo foi virado de cabeça para baixo para se parecer com um "M". The Rock comentou negativamente sobre a função de fiação na noite em que o cinto foi retirado.

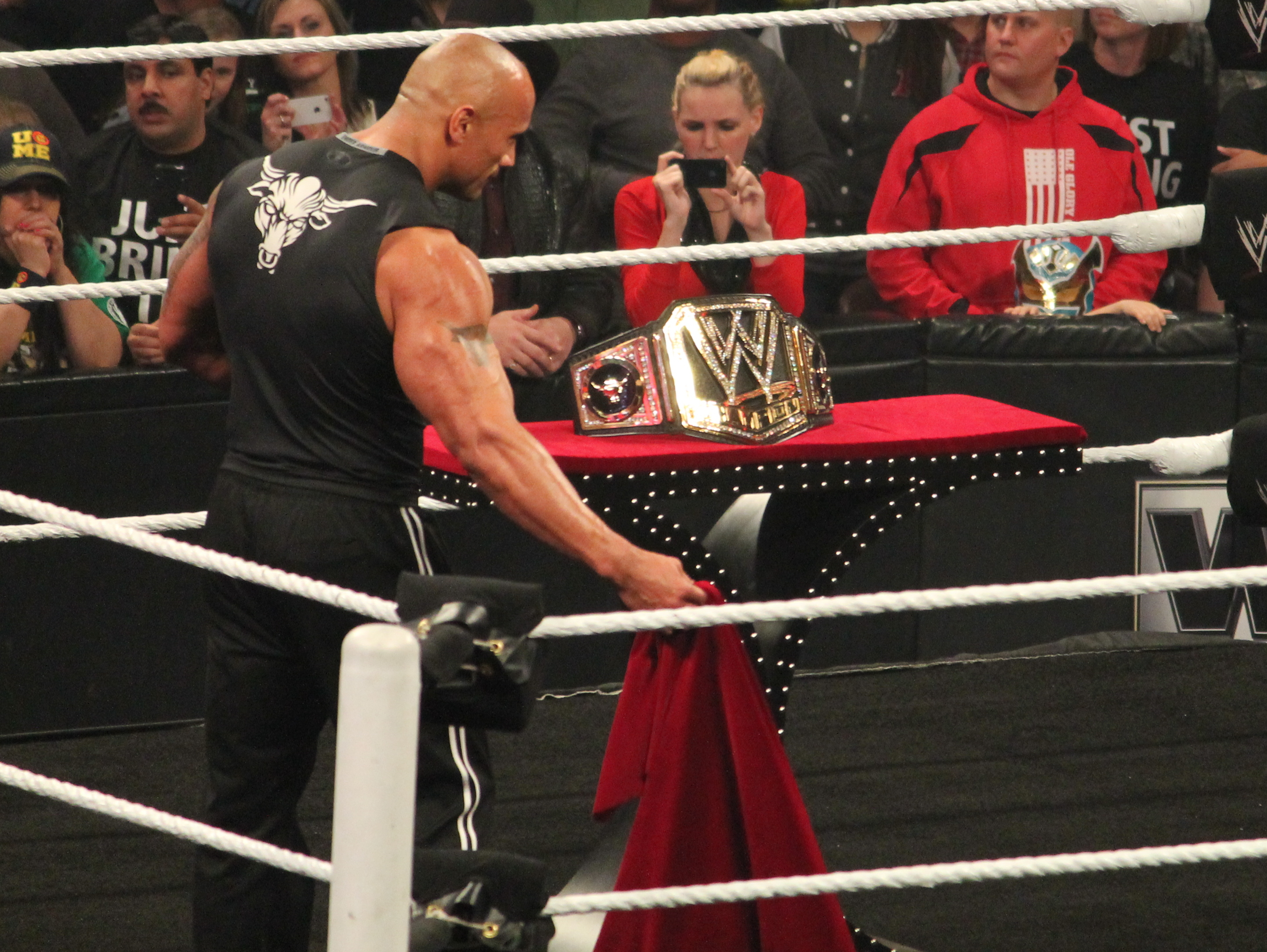
The Rock revelando o design do cinturão do Campeonato da WWE 2013–2014

No Raw de 18 de fevereiro de 2013, The Rock revelou um novo cinturão do Campeonato da WWE. O novo título foi parcialmente projetado por Orange County Choppers da fama de American Chopper. O campeonato incluiu um grande recorte do logotipo da WWE (incrustado com diamantes) dentro de uma grande placa heptagonal irregular. A palavra "Champion" apareceu embaixo do logotipo em letras grandes. Barras divisoras de ouro separavam a placa central de suas duas grandes placas laterais. As placas laterais apresentavam uma seção central removível que poderia ser personalizada com o logotipo do campeão em vez de uma placa de identificação; as placas laterais padrão consistiam em um globo vermelho com o logotipo da WWE no globo embaixo de uma coroa. Este cinturão de campeão foi usado em conjunto com o Big Gold Belt para representar o renomeado Campeonato Mundial dos Pesos Pesados da WWE depois que Randy Orton unificou o Campeonato da WWE e o Campeonato Mundial dos Pesos Pesados em 15 de dezembro de 2013.

### 2014–presente
No Raw de 18 de agosto de 2014, o atual campeão Brock Lesnar, que havia conquistado o título na noite anterior no SummerSlam, foi presenteado com um único cinturão de campeão, aposentando o Big Gold Belt no processo. O cinturão atual tem um design ligeiramente atualizado do cinturão introduzido por The Rock em 2013 como resultado da WWE mudar seu logotipo corporativo que foi originalmente usado para a WWE Network. Inclui uma grande placa central dominada por um recorte do logotipo atual da WWE dentro de um heptágono irregular com as palavras maiúsculas "World Heavyweight Champion" nas bordas inferiores, em letras muito pequenas. A correia mantém as barras divisoras de ouro introduzidas no projeto anterior. As grandes placas laterais, como o design anterior, incluem seções centrais redondas removíveis, permitindo que o logotipo pessoal do titular seja adicionado ao cinturão do campeonato; as placas padrão mostram mapas mundiais em ouro e vermelho com o logotipo da WWE sobre eles, mas sem a coroa do design anterior. Placas laterais personalizáveis tornaram-se uma característica proeminente com a maioria dos cinturões de campeonato da WWE.
Após a divisão da marca em 2016, onde o campeonato se tornou exclusivo do SmackDown, o Campeonato Universal da WWE, de design semelhante, foi introduzido para a marca Raw. O Campeonato Mundial dos Pesos Pesados da WWE posteriormente voltou a ser chamado de Campeonato da WWE (embora tenha sido chamado de "Campeonato Mundial da WWE" entre julho e dezembro de 2016). Embora o cinturão físico tenha mantido o texto "World Heavyweight Champion" abaixo do logotipo, os gráficos digitais pré-jogo do cinturão refletiam as mudanças de nome até dezembro de 2016, após o qual, o gráfico não incluía mais um nome abaixo do logotipo com algumas breves exceções; por exemplo, no Hell in a Cell de 2021, o gráfico pré-jogo incluiu o nome "WWE World Heavyweight Championship".

### Cinturões personalizados

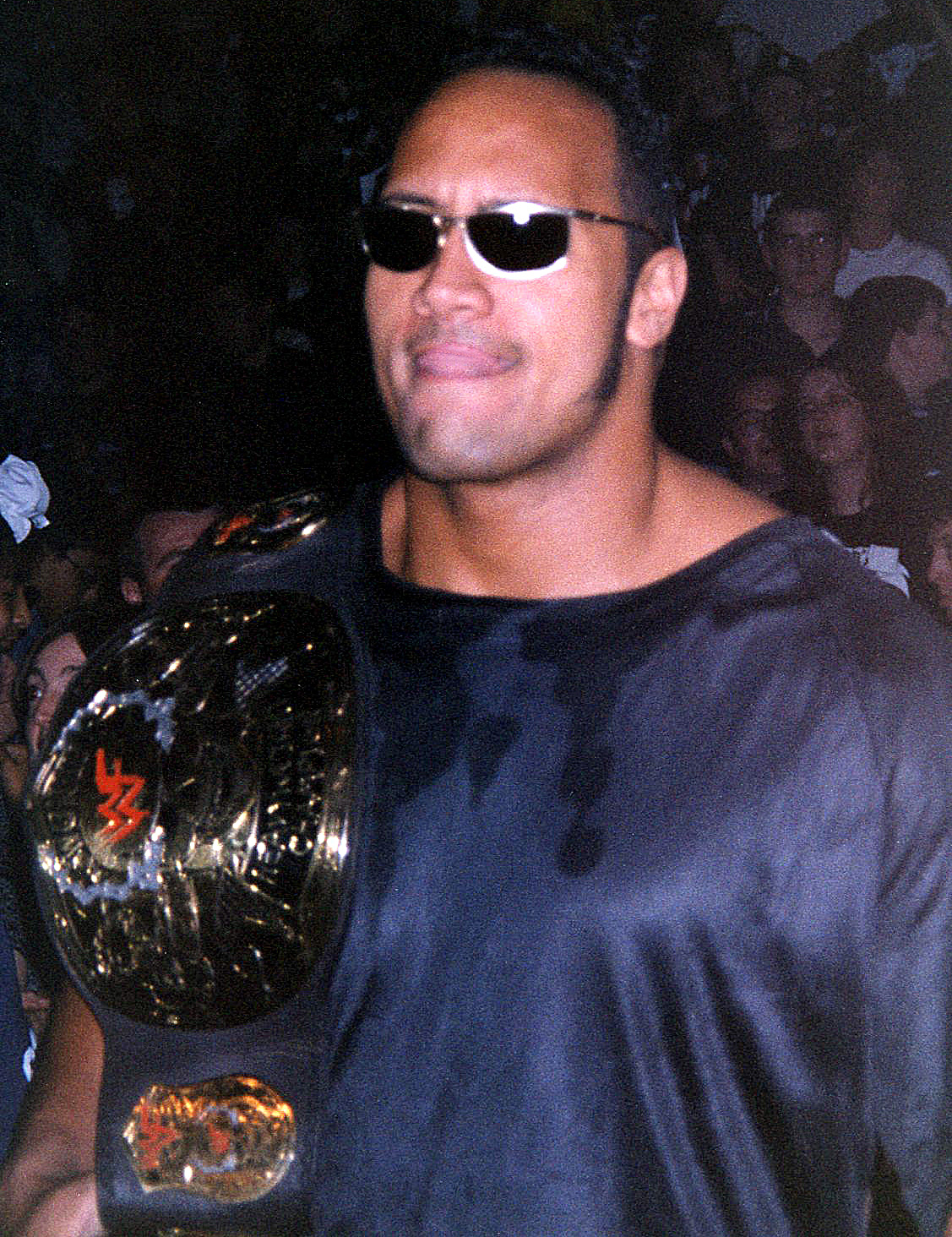
The Rock fotografado com o cinto personalizado "Smoking Skull" de Stone Cold Steve Austin depois que ele o roubou de Austin no enredo em 1999.

Cintos de campeonato personalizados foram criados para homenagear certos campeões atuais ou combinar com seus personagens. Durante o reinado de Hogan em 1986, ele mandou fazer uma versão modificada do Hogan '86, que incluía uma foto sua no centro. Este foi um design personalizado de curta duração quando ele voltou para a versão Hogan '86. Uma versão muito maior semelhante ao cinturão do Hogan '86 foi criada para André the Giant antes da WrestleMania III, embora ele nunca a tenha usado como campeão.

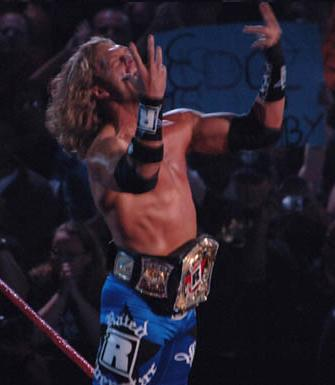
Quatro vezes campeão Edge, retratado com seu cinturão personalizado "Rated-R Spinner" que ele usou durante seu segundo reinado em 2006.

Um cinturão de campeonato personalizado foi usado por Stone Cold Steve Austin durante seu segundo reinado (1998), que incluiu seu logotipo "Smoking Skull", bem como cobras chocalhos. Como resposta, The Rock também teve um cinturão de campeão personalizado projetado e construído, incluindo seu logotipo de marca registrada "Brahma Bull", mas devido a razões criativas, nunca apareceu na televisão. O Spinner Belt, originalmente um cinturão personalizado para John Cena, permaneceu o cinturão padrão de 2005 a 2013. Durante o segundo reinado de Edge em 2006, ele introduziu sua própria variação, o design "Rated R Spinner", substituindo o logo da WWE pelo seu Logo "Rated R Superstar". O Edge teria um cinto personalizado completamente novo, mas devido a restrições de tempo, ele não foi feito. Durante o quarto reinado de Daniel Bryan (2018–2019) como parte de seu personagem heel ambientalista, ele jogou o cinturão padrão em uma lata de lixo (lamentando o fato de ser feito de couro) e introduziu um novo cinturão personalizado, apelidado de "Campeonato do Planeta ", com o mesmo design do cinto padrão, mas feito de "materiais totalmente sustentáveis" (como a alça de cânhamo e as placas central e laterais esculpidas em madeira de carvalho naturalmente caído; as placas laterais também tinham sua nome em vez do logotipo da WWE).
Em outubro de 2014, a WWE apresentou ao San Francisco Giants uma réplica do atual cinturão do Campeonato da WWE por vencer a World Series de 2014. Isso começou uma tradição para a WWE, e desde então eles criaram cinturões personalizados do Campeonato da WWE para vencedores em esportes profissionais, com as placas laterais comemorando a conquista. Eles também apresentaram um cinto personalizado para pessoas excepcionalmente notáveis por seus esforços em sua profissão. A WWE originalmente apresentou Campeonatos da WWE personalizados para vencedores em esportes masculinos e femininos, mas em 2018, eles começaram a apresentar aqueles em esportes femininos com cintos personalizados do Campeonato Feminino do Raw.
Desde aquele presente original em 2014, a WWE apresentou um cinturão do Campeonato da WWE aos vencedores da World Series, Super Bowl, Finais da NBA, Copa do Mundo Feminina da FIFA, Campeonato Nacional de Playoffs de Futebol Universitário, Finais da Copa Stanley, Australian Open, Premier League, Bundesliga, Indian Premier League, Liga MX, Argentina Primera División, Major League Baseball Home Run Derby, Formula One World Championship, UEFA Champions League, Overwatch League, Cricket World Cup, Men's US Open, e Canadian Football League Grey Cup. A WWE também apresentou um título ao policial londrino Charlie Guenigault por sua "bravura excepcional" durante o ataque da London Bridge em 2017, e aos militares dos EUA que ajudaram na hospedagem do WWE Tribute to the Troops (desde 2015) bem como para o seu serviço continuado para o país. Em 2020, os cinturões do Campeonato da WWE também foram apresentados a Christophe Agius e Philippe Chéreau, locutores da WWE na França por 20 anos consecutivos apresentando a WWE na televisão francesa.

## Reinados

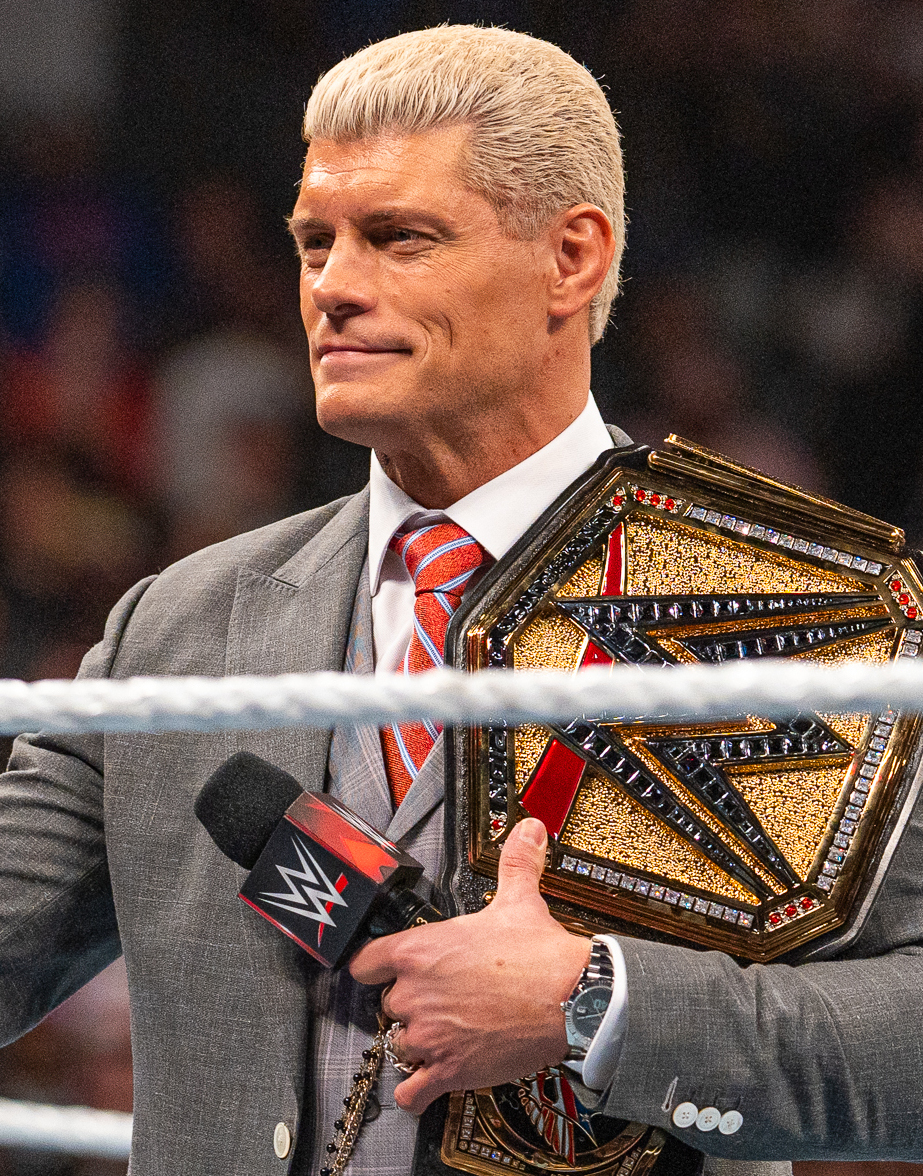
Atual campeão, Cody Rhodes.

O Campeonato da WWE foi o primeiro campeonato mundial introduzido na promoção em 1963. O campeão inaugural foi Buddy Rogers, e houve 55 campeões oficiais diferentes em geral e 11 ocasiões em que o título ficou vago. O campeão com reinado mais longo é Bruno Sammartino, que deteve o título de 17 de maio de 1963 a 18 de janeiro de 1971, num total de 2.803 dias (7 anos, 8 meses e 1 dia); Sammartino também detém o recorde de reinado combinado mais longo em 4.040 dias. André the Giant é o campeão em título mais curto, mantendo oficialmente o título por 1 minuto e 48 segundos. O campeão mais jovem é Brock Lesnar, que conquistou o título pela primeira vez aos 25 anos, enquanto o campeão mais velho é Mr. McMahon, que o conquistou aos 54 anos. John Cena detém o recorde de maior número de reinados com 14, ocorridos entre 2005 e 2025.
Cody Rhodes é o atual campeão em seu segundo reinado. Ele conquistou o Campeonato Indiscutível da WWE ao derrotar o campeão anterior, John Cena, em uma Street Fight na Noite 2 do SummerSlam, em 3 de agosto de 2025, em East Rutherford, Nova Jérsei.